# Poivres

Poivres este o comună în departamentul Aube din nord-estul Franței. În 1 ianuarie 2022 avea o populație de 156 de locuitori.